# Nové Hrady (zámek, okres Ústí nad Orlicí)
Nové Hrady jsou zámek ve stejnojmenné obci v Pardubickém kraji, nedaleko měst Vysoké Mýto a Litomyšl. Zámek nechal ve druhé polovině 18. století postavit Jan Antonín Harbuval Chamaré v rokokovém stylu. Budovu obklopuje ornamentální areál (dokončený roku 1804) nazývaný České Versailles nebo Malý Schönbrunn.

## Historie

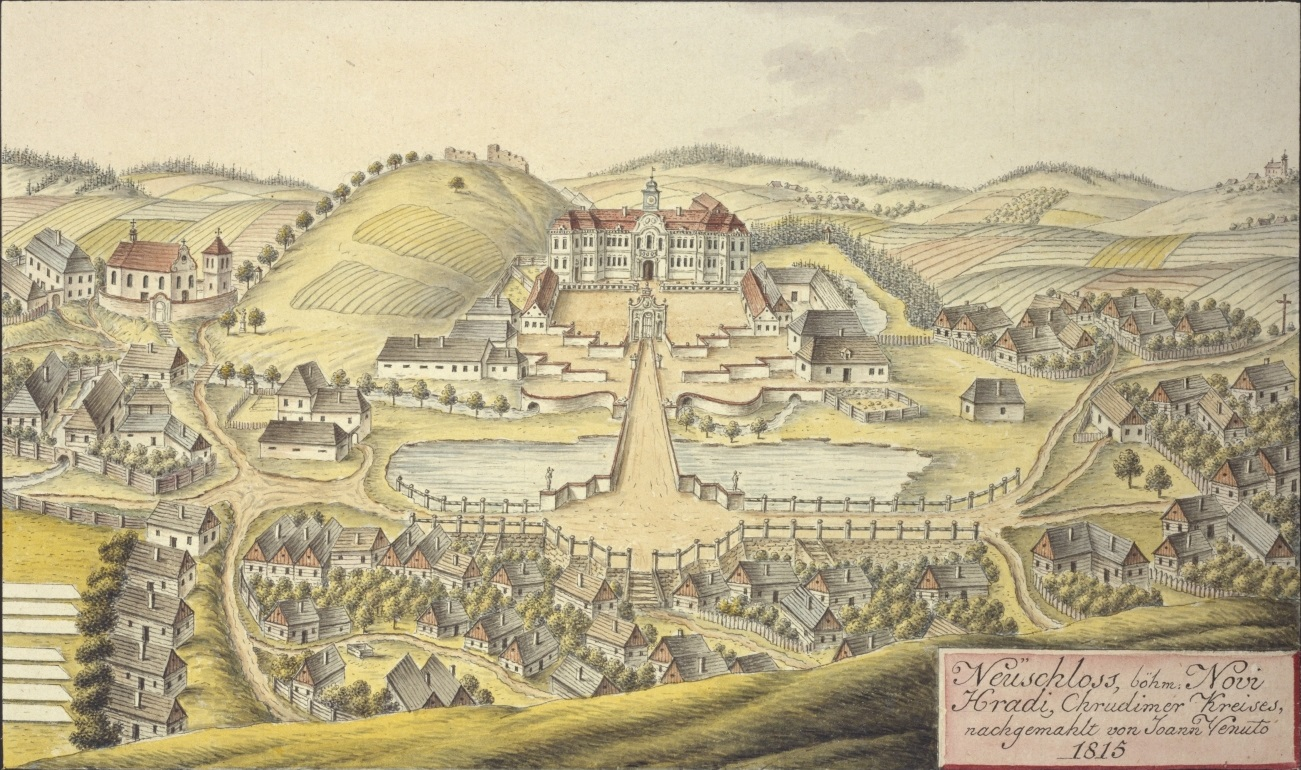
Zámek a vesnice Nové Hrady, kresba Johanna Venuta, 1815

Rokokový zámek Nové Hrady nechal v letech 1773–1777 vystavět hrabě Jan Antonín Harbuval Chamaré. Základní podobu zámku navrhl hrabě osobně a stavební plány vytvořil tyrolský architekt Josef Jäger po vzoru letních sídel ve Francii. Nový zámek byl založen na svahu pod starým zámkem, který vznikl přestavbou gotického hradu zvaného původně Boží dům. Materiál z něho byl použit při budování nového zámku. V západním křídle zámku byla zřízena zámecká kaple svatého Aloise s hlavním oltářem z let 1776–1777 od řezbáře J. Procházky a obrazem J. Nivelta. Roku 1779 byl přistavěn pozdně barokní špýchar.
Po dokončení hlavní budovy byl v letech 1778–1783 vybudován čestný dvůr s bočními křídly určenými pro kanceláře a byty úředníků panství. Poslední etapou realizovanou v letech 1786–1804 byly úpravy prostranství severně od zámku s francouzskou zahradou.
Příslušníci rodu Harbuval-Chamaré zámek od druhé poloviny 19. století téměř nevyužívali. Posledním majitelem z jejich rodu se stal Leonard Harbual-Chamaré, který zámek roku 1903 prodal obchodníkovi Štěpánu Bergerovi z Prahy, který nechal podle návrhu Zdeňka Fierlingera zrekonstruovat především interiéry. Poté zámek vystřídal několik majitelů, až ho roku 1936 získal Cyril Bartoň z Dobenína. Také on využil služeb Zdeňka Fierlingera a v v letech 1936–1939 nechal zámek opravit a následně rozšířit anglický park. Posledním majitelem zámku před znárodněním byl textilní továrník Josef Bartoň z Nového Města nad Metují.[zdroj⁠?!] V roce 1948 byl zámek znárodněn a jeho vybavení doplněno o inventář přestěhovaný z jiných zámků. V šedesátých a na začátku sedmdesátých let dvacátého století proběhly udržovací práce. Po roce 1989 byl vrácen vnukům posledního majitele. Poté, co ho od nich roku 1997 koupili manželé Petr Kučera a Magda Kučerová, prochází zámek i jeho okolí rekonstrukcí.

## Stavební podoba

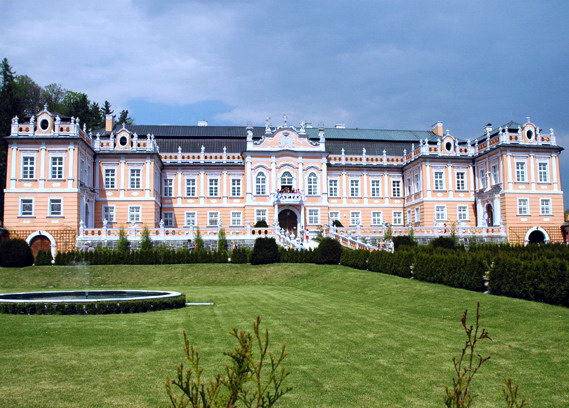
Průčelí

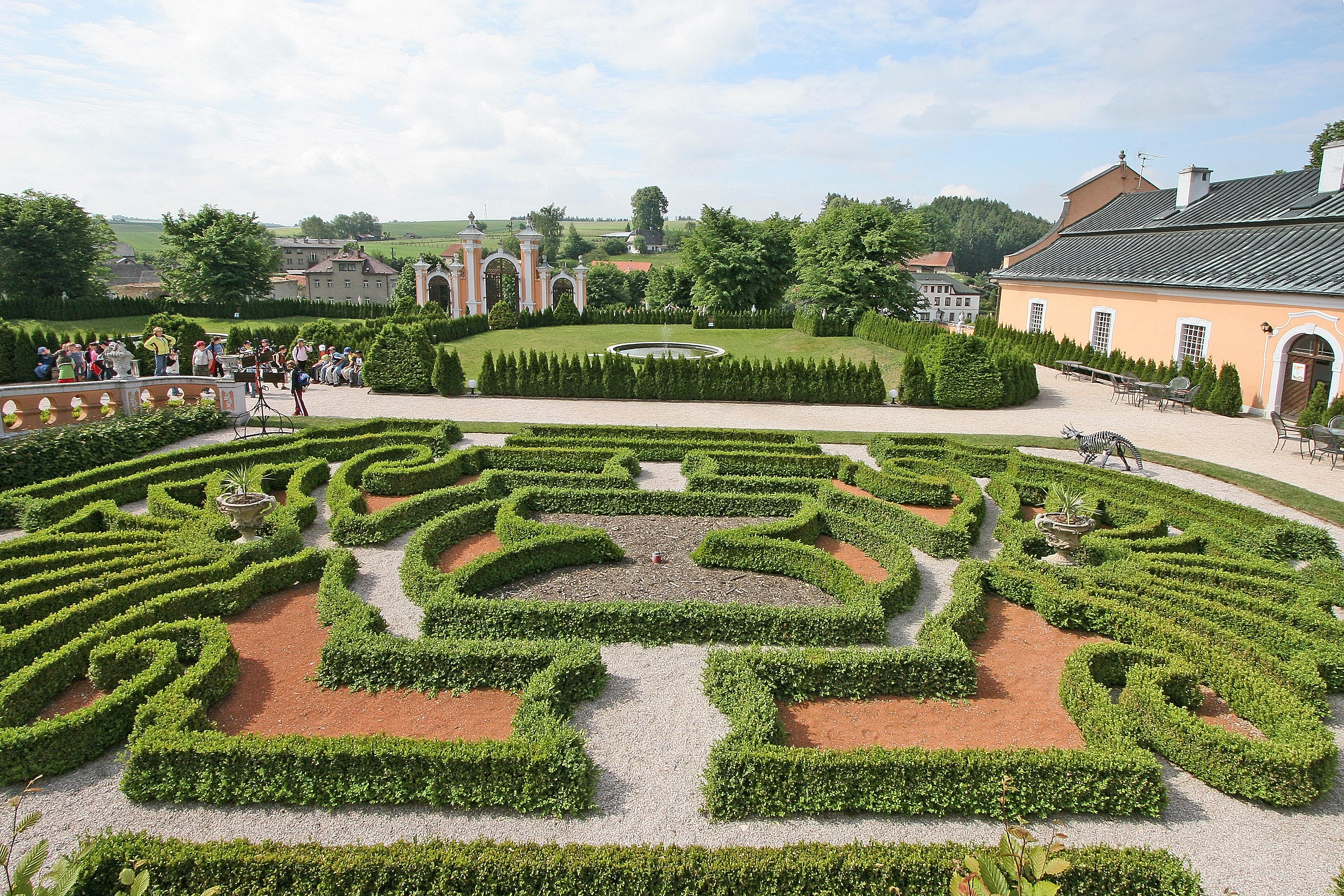
Nádvoří

Patrová hlavní budova má mansardovou střechu a bohatě zdobenou přední fasádu. V rámci rekonstrukce na přelomu 20. století byla obnovena její bohatá reliéfní štuková a kamenná sochařská výzdoba. Z obou konců průčelí vystupují dvakrát odstupňovaná boční křídla (rizality). Mezi nimi probíhá terasa s členitou balustrádou, jež je uprostřed otevřena širokou vstupní rampou. Hlavní portál je umístěn ve středním rizalitu; nad ním je balkón na toskánských sloupech.
Do zámku se vstupuje rozlehlou trojlodní halou s křížovými klenbami. Z haly vede do každého zámeckého křídla samostatné schodiště. V prvním patře nad vstupní halou je reprezentační rokokový hlavní sál s bohatou štukovou výzdobou. Interiéry zámku jsou vybaveny rokokovým a klasicistním nábytkem, obrazy a četnými drobnými uměleckými předměty.
V přízemí západního křídla se nachází zámecká kaple, jejíž vybavení bylo po restituci prodáno spolu s dalším vybavením.[zdroj⁠?!]
Dvě přízemní hospodářské budovy, jež navazují na přední křídla zámku a uzavírají čestný dvůr, pocházejí z let 1778–1783. Původně se v nich nacházely kanceláře a byty panských úředníků. Na tyto budovy navazuje ozdobná přední zeď areálu s monumentální trojdílnou vstupní branou (dokončená roku 1782).
Budova špýcharu za zámkem pochází z roku 1779. Zadní část areálu tvoří pokračování francouzské brodériové zahrady s ozdobnou kuchyňskou zahradou a kruhovým altánem. Zadní nádvoří uzavírá půlkruhová zeď s branou, zdobenou plastikami Léta a Podzimu od Karla Devotyho.
V horní parkánové zahradě se nalézá přírodní amfiteátr s kapacitou 150 míst. V rámci operního festivalu Smetanova Litomyšl se zde každoročně konají barokní večery. Návrší za zámkem pokrývá anglický park s pískovcovou křížovou cestou, vedoucí parkem k pozůstatkům původního gotického hradu.
Park je nyní[kdy?] zahradnicky upravován, byla zde vytvořena anglická květinová zahrada a založeno arboretum. V zámeckém areálu se nachází větší množství zahrad – velké rozárium, italská zahrada s kaskádami, bílá a bylinková zahrada, jezírko s rybkami nebo zelené bludiště.

## Využití
| Rok  | Počet návštěvníků |
| ---- | ----------------- |
| 2015 | 3 023             |
| 2016 | 2 550             |
| 2017 | 4 150             |

V zámku je umístěna stálá expozice historického nábytku (od baroka po secesi) ze sbírek Uměleckoprůmyslového musea v Praze (dle smlouvy z roku 2002, otevřena od roku 2005). V hlavním rokokovém sále se konají svatební obřady; bývalá kočárovna a konírna slouží k pořádání společenských i soukromých akcí. V hospodářských křídlech zámku se nachází restaurace a cukrárna s minigalerií. K zámku patří též jezdecká stáj (otevřena od roku 2004; původně ovčín) a farma s chovem jelena lesního a daňka evropského. V barokním špýcharu je umístěno muzeum s expozicí historických motokol, nazvanou Motory a pedály, největší sbírka motokol v České republice v soukromém vlastnictví sběratele Jana Čejchana. V budově nové oranžérie je možno navštívit Galerii anglických klobouků.